# Maylandia phaeos
Maylandia phaeos é uma espécie de peixe da família Cichlidae.
É endémica de Moçambique.
Os seus habitats naturais são: lagos de água doce.